# علی قربانی (بازیکن فوتبال، زاده ۱۳۶۹)
علی قربانی (زادهٔ ۲۷ شهریور ۱۳۶۹) بازیکن فوتبال است که در پست مهاجم بازی می‌کند.
او در سال ۲۰۲۰ عضو تیم ملی آذربایجان شد و در تاریخ ۱۹ مهر ۱۳۹۹ برای اولین بار پیراهن تیم ملی جمهوری آذربایجان را برابر مونته‌نگرو به تن کرد.

## دوران باشگاهی

### سابقه باشگاهی
وی سابقه بازی در باشگاه‌های نساجی مازندران، دورود لرستان، مس سرچشمه، نفت تهران، استقلال تهران، اسپارتاک ترناوا ، سپاهان ، فولاد خوزستان ، پیکان تهران و گل گهر سیرجان را دارد.

### استقلال
وی در ۲۰ خرداد ۱۳۹۵ با نظر علیرضا منصوریان همراه با او از نفت تهران به استقلال تهران پیوست.
علی قربانی در لیگ شانزدهم در اولین فصل حضور در استقلال به همراه کاوه رضایی از ستاره‌های نوک حمله استقلال بود، گل‌هایی زیبا و حساس به ثمر رساند از جمله گلزنی در شهرآورد هشتاد و چهارم تهران
او در ابتدای لیگ هفدهم دچار افت شد. یک نیم فصل بدون گل را سپری کرد او در آخرین بازی نیم فصل اول اولین گل لیگ برتریش را مقابل تیم سپاهان زد.
پس از آن در نیم فصل دوم بهتر از ابتدای لیگ ظاهر شد، قربانی در این فصل (۱۳۹۶–۱۳۹۷) بهترین گل زن استقلال در لیگ برتر بود.
علی قربانی در لیگ قهرمانان آسیا نیز درخشان ظاهر شد از جمله گل‌های آسیایی او می‌توان به گلزنی در مقابل لوکوموتیو تاشکند و الریان اشاره کرد.

### اسپارتاک ترناوا
علی قربانی، مهاجم استقلال که در لیست مازاد وینفرید شفر قرار داشت در تاریخ ۱۲ شهریور ۱۳۹۷ با انتقال رسمی به تیم اسپارتاک ترناوا اسلواکی پیوست و راهی اروپا شد.
بعد از پیوستن به اسپارتاک ترناوا نخستین بازی خود برای این تیم را در جام حذفی اسلواکی انجام داد که در جریان برتری ۹ بر صفر تیمش مقابل راکا موفق شد سه پاس گل بدهد و شروع خوبی در باشگاه جدیدش داشته باشد.
این مهاجم ایرانی بعد از یک حضور تعویضی در دیدار لیگ اسلواکی مقابل زیلینا که با باخت تیمش همراه شد، در مسابقه بعدی مقابل دان استریدا برای نخستین بار در ترکیب تیمش حضور داشت که در جریان شکست ۳ بر ۲ تیمش، موفق شد دو گل به ثمر رساند و نمایش درخشانی ارائه دهد.
پس از آن موفق شد در لیگ اروپا مقابل دینامو زاگرب گلزنی کند.

### سپاهان
علی قربانی پس از نیم فصل حضور در فوتبال اروپا به دلیل دوری از ایران و البته مشکلات خانوادگی تصمیم گرفت نیم‌فصل دوم به لیگ برتر ایران برگردد. وی با نظر امیر قلعه نویی باعقد قراردادی به‌مدت دو فصل و نیم به جمع طلایی پوشان سپاهان پیوست. وی پس از یک فصل و نیم حضور در سپاهان، در مرداد ۱۳۹۹ با فسخ قرارداد خود از این تیم جدا شد.

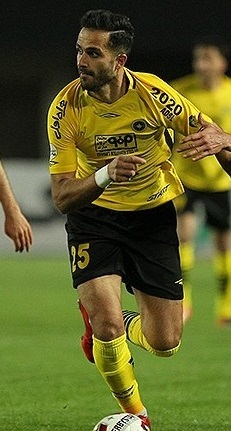
قربانی با پیراهن سپاهان اصفهان

### سومقاییت
علی قربانی پس از حضورش در سپاهان به فوتبال آذربایجان رفت و به تیم سومقاییت پیوست و همبازی آدام همتی شد. او پس از عملکرد خوبش در باشگاه سومقاییت به تیم ملی فوتبال آذربایجان دعوت شد. او در مصاحبه‌ای اعلام کرد: من پناهده کشور آذربایجان نشدم و تصمیمی که گرفتم فقط یک تصمیم ورزشی بود.

### فولاد خوزستان
علی قربانی در تاریخ ۳ تیر ۱۴۰۱ به فولاد خوزستان پیوست و به لیگ برتر خلیج فارس بازگشت.
گل گهر سیرجان
علی قربانی در ۲۴ تیر ماه ۱۴۰۳ به تیم فوتبال گل‌گهر سیرجان پیوست. 

## آمار باشگاهی
- آمار پاس گل

| فصل       | تیم             | پاس گل |
| --------- | --------------- | ------ |
| ۲۰۱۶–۲۰۱۷ | استقلال         | ۴      |
| ۲۰۱۷–۲۰۱۸ | استقلال         | ۶      |
| ۲۰۱۸–۲۰۱۹ | اسپارتاک ترناوا | ۵      |

## افتخارات

### باشگاهی
استقلال تهران
- 🏆قهرمانی جام حذفی فوتبال ایران ۹۷–۱۳۹۶
- 🥈 نایب قهرمانی لیگ برتر فوتبال ایران ۹۶–۱۳۹۵

نفت تهران
- 🥈 نایب قهرمانی جام حذفی فوتبال ایران ۹۴–۱۳۹۳

سپاهان اصفهان
- 🥈 نایب قهرمانی لیگ برتر فوتبال ایران ۹۸–۱۳۹۷

اسپارتاک ترناوا
- 🏆قهرمانی جام حذفی فوتبال اسلواکی ۱۹–۲۰۱۸